# Bussage
Bussage est un village anglais situé dans le district de Stroud et le comté du Gloucestershire.
Il est composé d'une ancienne et d'une nouvelle partie. Le village est situé à proximité de l'A419, entre Brimscombe, Eastcombe et Chalford Hill, près de la rivière Frome.